# Muiden
Ne doit pas être confondu avec IJmuiden.
Muiden (prononcé : [ˈmœydə(n)] ) est ancienne une commune néerlandaise située en province de Hollande-Septentrionale. Elle compte deux centres de population : la petite ville de Muiden, d'après laquelle elle est nommée, ainsi que le village de Muiderberg, qui dénombrent ensemble 6 670 habitants (2006) pour une superficie totale de 36,49 km2.
La ville de Muiden est située sur l'Ĳmeer et la bouche du fleuve Vecht, tandis que Muiderberg est un village et une station balnéaire plus à l'est sur l'Ĳmeer. Muiden possède un imposant château médiéval, le Muiderslot, un musée national, non loin de la bouche du fleuve, celle-ci constituant un port de plaisance. En 2016, la commune de Muiden rejoint Naarden et Bussum dans la nouvelle commune des Gooise Meren.

## Histoire
À l'ère romaine, Muiden était l'avant-port de la ville d'Utrecht qui était un centre commercial important. Muiden semblait devenir un port considérable par son commerce entre l'Allemagne du nord et la Flandre. Au XIIIe siècle, les comtes de Hollande, le duc de Gueldre et l'évêque d'Utrecht se disputèrent la possession de Muiden et des environs du fleuve Vecht. Cela empêchait au port de se développer. En 1280 le comte Florent V de Hollande trouvait la mort entre Muiden et Muiderberg. L'appartenance de Muiden au comté de Hollande causa des dégâts à la petite ville. Au lieu de se développer comme avant-port d'Utrecht, elle est devenue partie de la ligne de défense d'Amsterdam.
Muiden doit son château probablement à Florent V. Pendant le siècle d'or, des artistes comme les poètes Pieter Cornelisz. Hooft et Maria Tesselschade se rencontraient au château : le cercle de Muiden (Muiderkring).
Au XVIIe siècle, Muiden était une petite ville pauvre qui possédait des sauneries et des fabriques de poudre, des industries qui n'était pas voulues à Amsterdam. En 1640, Muiden était reliée à Amsterdam par un canal pour les coches d'eau. Des contacts commerciaux avec le Danemark ont permis à la ville d'accueillir un marché bovin.
En 1795, Muiden fut occupé par les troupes françaises, même s'il n'y eut guère de résistance.
En octobre 1811, l'empereur Napoléon visita l'endroit pendant quelques heures et se rendit à Naarden. En 1812, selon la volonté de l'empereur, Muiden et Muiderberg fusionnèrent en une même commune. Le 1er décembre 1813, les troupes prussiennes et les cosaques russes libèrent Muiden. Les troupes russes restèrent plusieurs mois à Muiden pour expulser les Français de Naarden.
Entre 1815 et 1840, Muiden était connu comme port pour l'embarquement d'émigrants suisses et allemands vers l'Amérique.
En 2016, la commune disparaît au profit de la municipalité des Gooise Meren.

## Personnalités
- Bente Fokkens (2000-), actrice, chanteuse et auteure-compositrice-interprète, est née à Muiden.